# Portier
Portier (uttal: [pɔrtjˈeː]) är en receptionist på hotell.
Nattportier är den person som sköter hotellets drift och administration under natten. Nattportiern fungerar som en allt i allo med uppgifter som att vara bartender, iordningställa frukost och agera vaktmästare.